# Fate/kaleid liner Prisma Illya
Fate/kaleid liner Prisma☆Illya (яп. Fate/kaleid liner プリズマ☆イリヤ Фэйто/карэидо райна: пуридзума Ирия) — манга авторства Хироси Хироямы, созданная в рамках серии Fate компании Type-Moon и выпускающаяся с 26 апреля 2008 года в журнале Comp Ace издательством Kadokawa Shoten. Произведение является спин-оффом к визуальному роману Fate/stay night и ранобэ Fate/Zero и повествует о приключениях девочки-волшебницы Иллиясфиль фон Айнцберн, занимающейся сбором магических карт в японском городе Фуюки.
С 2013 по 2016 год студией Silver Link были сняты четыре сезона аниме-телесериала под руководством режиссёра-постановщика Сина Онумы.26 августа 2017 года этими же аниматорами был выпущен в прокат анимационный фильм Fate/kaleid liner Prisma Illya: Sekka no Chikai. Все записи аниме-продукции были опубликованы на DVD и Blu-ray Disc носителях. Первые два тома манги были новеллизованы в формат ранобэ автором Хиро Ито и изданы Kadokawa Shoten. В 2014 году по сюжету произведения была выпущена компьютерная игра для платформы Nintendo 3DS в жанре аркады под названием Prisma☆Illya.
Fate/kaleid liner Prisma Illya получила сдержанную оценку критиков из-за наличия большого количества специфического этти-фансервиса и спорного отношения к основной франшизе Fate.

## Сюжет
Представителями Ассоциации магов (яп. 魔術協会 Мадзюцу Кё:кай) в японском городе Фуюки (яп. 冬木) была зарегистрирована аномалия выбросов магической энергии, генерируемой семью неизвестными ранее источниками — «классовыми картами» (яп. クラスカード Курасо ка:до). Для расследования обстоятельств этого феномена в Японию были направлены два начинающих мага — Тосака Рин (яп. 遠坂凛) и Лувиагелита Эдельфельт (яп. ルヴィアゼリッタ・エーデルフェルト Рувиадзеритта Э:деруферуто), в помощь которым были созданы два магических жезла (Руби и Сапфир), способных трансформировать тело, заключившего с ними контракт человека, в особую магическую форму девочки-волшебницы. Однако после прибытия в Фуюки между напарницами разгорается конфликт, в ходе которого магические жезлы принимают решение о разрыве контракта со своими хозяйками. Руби хитростью принуждает заключить с собой контракт местную жительницу — школьницу Иллиясфиль фон Айнцберн — и после появления Тосаки Рин, отправившейся на поиски своего оружия, отказывается возвращаться к ней как хозяйке. Ввиду сложившейся ситуации Иллиясфиль соглашается помочь Рин в поиске классовых карт.
События Fate/kaleid liner Prisma Illya происходят в альтернативной реальности по отношению к Fate/stay night и Fate/Zero, где родители Иллиясфиль не участвовали в четвёртом состязании между магами — «Войне Святого Грааля» (яп. 聖杯戦争 Сэйхай Сэнсо:).

### Главные героини

Главные героини манги (слева направо): Мию Эдельфельт, Иллиясфиль фон Айнцберн и Куро

Иллиясфиль фон Айнцберн (Иллия) (яп. イリヤスフィール・フォン・アインツベルン Ириясуфи:ру фон Айнцубэрун). Ученица пятого класса начальной школы академии Хомурахара (яп. 穂群原学園 Хомурахара Гакуэн), проживающая в Фуюки вместе со сводным братом Эмией Сиро и двумя служанками — Сэллой и Лейзритт. Является поклонницей аниме о девочках-волшебницах. Рождена как гомункул и сосуд Святого Грааля (яп. 聖杯 Сэйхай), способный исполнить любое желание при помощи магии, но после запечатывания части личности своими родителями смогла жить жизнью обыкновенного человека. Родители Иллиясфиль и Сиро — Айрисфиль фон Айнцберн и Эмия Кирицугу — находятся в деловых поездках по миру и практически не появляются дома.
Сэйю: Маи Кадоваки.
Мию Эдельфельт (яп. 美遊・エーデルフェルト Мию Э:деруферуто). Девочка, заключившая контракт с магическим жезлом Сапфир и согласившаяся помогать Лувиагелите Эдельфельт в сборе карт. Оформлена в качестве приёмной дочери в семью Эдельфельт и принята в тот же класс школы, где обучается Иллия. Первоначально данные о её прошлом неизвестны, но в Fate/kaleid liner Prisma Illya 2wei! выясняется, что Мию является сосудом Святого Грааля и прибыла из параллельного мира, спасаясь от семьи магов Эйнсворт, желавших использовать её способности для проведения магического ритуала. В своём мире, также как и Иллия, имеет сводного брата — Эмию Сиро.
Сэйю: Каори Надзука.
Хлоэ фон Айнцберн (Куро) (яп. クロエ・フォン・アインツベルン Куроэ фон Айнцубэрун). Героиня, призванная во время поиска классовых карт из тела Иллии. Является высвобожденной частью запечатанной в Иллии личности. Имеет с ней внешнее сходство подобное близнецу, но отличается более тёмным цветом кожи, из-за чего получила кличку «Куро» (黒 с яп. — чёрный). Благодаря свойствам Святого Грааля сумела остаться в новом для себя мире и была принята в семью фон Айнцберн под видом двоюродной сестры Иллии. Испытывает потребность во внешнем потреблении магической энергии для поддержания собственного существования, которую восполняет через поцелуи с Иллией и её одноклассниками.
Сэйю: Тива Сайто.

## История создания

Эскиз Такаси Такэути с изображением Иллии в школьной форме

Изначально Иллиясфиль фон Айцберн рассматривалась автором визуального романа Fate/stay night Киноко Насу как один из четырёх главных женских персонажей родоначальника вселенной Fate (вместе с Сэйбер, Тосакой Рин и Мато Сакурой) и согласно предварительному сценарию должна была получить отдельную сюжетную арку, завершающую повествование всего произведения. Однако из-за получившегося большого объёма первых двух арок романа руководители Type-Moon приняли решение об уменьшении роли Иллии в сюжете, прекращении написания текста и переносе смысловой части арки этой героини в сценарий «Heaven’s Feel», посвящённый Мато Сакуре.
Вместе с тем, Иллиясфиль в визуальном романе была выделена роль ведущей комической сценки «додзё Тайги» (яп. タイガー道場 Таига до:дзё:), воспроизводившейся в случае смерти главного героя и объяснявшей игроку возможную причину его ошибки, приведшую к подобным последствиям. В качестве одного из вариантов расширения этой сценки иллюстратором Такаси Такэути был предложен концепт с использованием образа Иллии в школьной форме академии Хомурахара, живущей вместе со своими служанками — Сэллой и Лейзритт — в качестве опекунов. Однако эта идея так и не была реализована в романе Fate/stay night.
Концепция перевода женских персонажей продукции Type-Moon в жанр махо-сёдзё появилась вскоре после выхода первого визуального романа компании — Tsukihime, но также длительное время не получала развитие вплоть до эпизодического появления магического жезла Руби и Тосаки Рин в образе девочки-волшебницы в Fate/hollow ataraxia. Лишь в 2006 году руководство Type-Moon окончательно приняло решение о создании спин-оффа серии Fate в соответствующем жанре на основе различных нереализованных задумок. В том же году журналом Weekly Shonen Jump был опубликован сборник додзинси по Fate/stay night — «Shonen Fate», содержавший в себе работу начинающего мангаки Хироси Хироямы Happy Gandr (яп. ハッピーガンド Хаппи: гандо). Это додзинси заинтересовало Такаси Такэути, и после собеседования Хирояма был утверждён на роль создателя новой серии. Первоначальная задумка Такэути заключалась в наделении девочек-волшебниц способностями различных классов персонажей Fate/stay night, которые они могли бы использовать по мере необходимости, в том числе и в повседневных сценах. Однако Хироси Хирояма настоял на большем отходе от канонических способностей героинь, для чего была реализована система классовых карт по аналогии с Cardcaptor Sakura. Позже Хирояма подчёркивал, что весь сюжет произведения строится на его собственных установках, а базис основной франшизы Fate не оказывает на него решающего влияния.

## Издание манги
26 сентября 2007 года впервые было объявлено о начале создания новой части франшизы Fate в формате манги, получившей название Fate/kaleid liner Prisma Illya, которая будет выпускаться в журнале Comp Ace издательства Kadokawa Shoten. В январе 2008 года Хирояма по требованию редакторов был вынужден разделить предварительный сценарий серии на две части, первая из которых должна была состоять лишь из двух танкобонов. Данный шаг был сделан, поскольку к тому моменту так не был решен вопрос об окончательном финале произведения. Выпуск первого танкобона состоялся 26 апреля, второго — 24 декабря 2008 года.
Во второй части — Fate/kaleid liner Prisma Illya 2wei! — Хирояма делал больший упор на комедийной составляющей сюжета, а также получил разрешение от руководства Type-Moon на активное использование персонажей и части сюжета ранобэ Fate/Zero и произвёл изменения в дизайне костюмов и причёсок главных героинь. Выпуск этой части производился с 2009 по 2012 год, после чего получил продолжение в серии Fate/kaleid liner Prisma Illya 3rei!!, издающейся с 17 ноября 2012 года в том же журнале. После начала аниме-адаптации работы, начиная с 2013 года, манга регулярно попадала в число пятидесяти наиболее продаваемых комиксов в Японии; наивысшей её позицией стало 20-е место в рейтинге второй половины ноября 2016 года. Помимо издания на японском манга выпускается издательством Kadokawa Shoten в Гонконге и Китайской Республике на традиционной иероглифике, а также представлена в онлайн-сервисах ComicWalker и JManga на английском языке.
26 марта 2010 года в честь пятилетнего юбилея журнала Comp Ace был подготовлен выпуск кроссовера с франшизой Magical Girl Lyrical Nanoha. Том состоял из двух глав, первую из которых иллюстрировал Такуя Фудзима, вторую — Хироси Хирояма, а автором сюжета выступал создатель серии Magical Girl Lyrical Nanoha ViVid Масаки Цудзуки.

## Аниме-адаптация
По словам Хироси Хироямы, разговоры об экранизации манги начали происходить в руководстве компании Type-Moon вскоре после начала публикации серии Fate/kaleid liner Prisma Illya 2wei!, однако в течение длительного периода не получали развития. Лишь в конце 2011 года было принято окончательное положительное решение и предварительные материалы по работе были переданы на ознакомление руководителю анимационной студии Silver Link Хаято Канэко и её основному режиссёру-постановщику Сину Онуме. Оба представителя студии ранее были незнакомы с франшизой Fate, но тем не менее Канэко согласился на производство сериала по причине относительно невысокой стоимости проекта. На роль сценариста был утверждён Хадзуки Минасэ, ведущего мультипликатора — Нозоми Усидзима, продюсера от издательства Kadokawa Shoten — Дзюнъитиро Тамура, ранее работавшие с Онумой при экранизации ранобэ Baka to Test to Shoukanjuu.
Поскольку студия имела небольшие знания о франшизе, Хироси Хирояма был назначен консультантом, в чьи обязанности входил контроль за сценарием и дизайном персонажей. В ходе работы Син Онума придавал наибольшее значение постановке боевых сцен и проработке элементов костюмов героинь, и позже охарактеризовал работу студии при создании первого сезона как «очень кропотливую». При создании визуальных образов художники студии Silver Link принимали во внимание предыдущие аниме-адаптации вселенной Fate, выполненные Studio Deen и ufotable, однако делали преимущественный упор на соответствие исходному стилю Хироямы. Для озвучивания ролей в сериале был приглашён полный состав сэйю более ранних экранизаций франшизы, а роли уникальных персонажей собственно Fate/kaleid liner Prisma Illya были отданы актёрам эпизодических ролей, принимавших участие в озвучивании OVA Carnival Phantasm. На роль Мию Эдельфельт была утверждена Каори Надзука, известная по ролям Нанналли в Code Geass и Эврики в Eureka 7. Озвучивавшая Иллиясфиль фон Айнцберн Маи Кадоваки отмечала, что, ознакомившись со сценарием ещё во время записи радиопостановки к четвёртому тому манги Fate/kaleid liner Prisma Illya 2wei!, приняла решение играть роль аналогично озвучиванию сцен «додзё Тайги» из визуального романа Fate/stay night, а не иных прежних воплощений героини, с целью создания образа «по-детски глупого и наивного» комедийного персонажа. Среди сцен, потребовавших от неё наибольшей экспрессии, Кадоваки выделяла совместную работу с Саякой Охарой (Айрисфиль фон Айнцберн) и Наоко Такано (магический жезл Руби).
11 марта 2012 года впервые была опубликована информация о будущей экранизации в журналах Comp Ace и Comptiq, однако не была обнародована даже приблизительная дата выхода проекта. Телевизионный показ первого сезона стартовал 13 июля 2013 года на каналах Tokyo MX, Nippon BS Broadcasting, Chiba TV, TVQ Kyushu Broadcasting, Sun Television, AT-X, TV Kanagawa, TV Saitama, Gifu Broadcasting System, Mie Television Broadcasting и сервисе Niconico. Запланированный на канале Tokyo MX предварительный показ промо-серии был отменён по причине «различных обстоятельств». Трансляция сезона из десяти серий продолжалась до 14 сентября того же года и вместе с выходом финальной серии была подтверждена экранизация продолжения сериала.
В общей сложности Fate/kaleid liner Prisma Illya получила адаптацию от практически неизменной команды актёров и аниматоров студии Silver Link в виде четырёх сезонов аниме, выходивших с 2013 по 2016 год и охватывающих полностью тома манги вплоть до Fate/kaleid liner Prisma Illya 3rei!!, включая отдельные главы последней. В 2015 году произошла замена сэйю магического жезла Сапфир по причине смерти актрисы Мию Мацуки от пневмонии; ей на замену была утверждена Юми Какадзу. Сезоны сериала были по отдельности изданы на Blu-ray Disc и DVD носителях и неизменно попадали в двадцатку рейтинга наиболее продаваемой аниме-продукции. За пределами Японии первые три сезона сериала издавались в Северной Америке компанией Sentai Filmworks, в Австралии — Hanabee и Madman Entertainment, в Великобритании — Anime Limited, во Франции — Dybex.
7 октября 2017 года в официальном твиттере сериала было опубликовано подтверждение будущей экранизации продолжения серии без указания конкретных сроков выхода. 28 февраля 2019 года студия Silver Link объявила о выходе в 2019 году OVA Prisma Phantasm с персонажами серии, которая должна была транслироваться в кинотеатрах, после чего поступить в продажу на Blu-ray Disc и DVD. 16 июня 2019 года начался прокат Prisma Phantasm, и в первую же неделю OVA стала лидером посещаемости мини-кинотеатров Японии. На второй неделе проката Prisma Phantasm опустилась на вторую строчку этого рейтинга. Всего же в прокате Prisma Phantasm удалось собрать около 71 миллиона иен выручки. 27 ноября того же года состоялось издание OVA на носителях. В 2020 году Prisma Phantasm вместе с анимационным фильмом Fate/kaleid liner Prisma Illya: Sekka no Chikai был лицензирован и издан на территории Северной Америки компанией Sentai Filmworks.

### Анимационные фильмы
Вместе с окончанием телевизионного показа сезона Fate/kaleid liner Prisma Illya 3rei!! 26 сентября 2016 года публике было сообщено, что студия Silver Link приступила к созданию анимационного фильма, продолжающего сюжетную линию сериала. 10 февраля 2017 года фильм получил название Fate/kaleid liner Prisma Illya: Sekka no Chikai (яп. Fate/kaleid liner プリズマ☆イリヤ 雪下の誓い), а месяц спустя была объявлена и официальная дата выхода фильма — 26 августа 2017 года. Производством картины занималась та же команда аниматоров под руководством режиссёра Сина Онумы, что работала и над телесериалом. Сюжет фильма был построен на событиях нескольких томов манги Fate/kaleid liner Prisma Illya 3rei!! и повествовал о предыстории Мию Эдельфельт и её сводного брата Эмии Сиро в их родном мире.
Сразу после премьеры фильм возглавлял рейтинг наиболее популярных картин, демонстрированных в тот момент в мини-кинотеатрах Японии, в течение трёх недель подряд. Общий кассовый сбор от показа составил 270 миллионов иен. 31 января 2018 года фильм был выпущен на Blu-ray Disc и DVD носителях, и в течение начала февраля того же года находился в числе лидеров по продажам аниме-продукции.
21 мая 2020 года на сайте аниме-адаптации состоялся анонс следующего фильма. 17 декабря того же года было объявлено, что он получит название Fate/kaleid liner Prisma Illya: Licht — Namae no Nai Shojo и выйдет в 2021 году.

## Музыка и радиопостановки
В дополнение к ограниченному изданию четвёртого тома манги Fate/kaleid liner Prisma Illya 2wei! была записана радиопостановка Prisma Illya, в ходе которой были впервые утверждены будущий состав сэйю основных персонажей сериала. Выпуск издания был осуществлён 26 сентября 2011 года издательством Kadokawa Shoten совместно с Nendoroid.
Музыкальные композиции для первых трёх сезонов аниме-сериала и анимационного фильма были написаны композитором Тацуей Като, причём часть из них являлись прошедшими аранжировку мелодиями из визуального романа Fate/stay night. В сезоне Fate/kaleid liner Prisma Illya 3rei!! в этой роли выступила группа TECHNOBOYS PULCRAFT GREEN-FUND. По итогам четырёх сезонов звукозаписывающей компанией Lantis в период с 2013 по 2016 год было издано три музыкальных альбома с саундтреками: Fate/kaleid liner Prisma Illya Original Soundtrack (25 сентября 2013 года), Fate/kaleid liner Prisma Illya 2wei Original Soundtrack: Zwei de Platze (7 октября 2015 года) и Fate/Kaleid Liner Prisma Illya 3rei!! Original Soundtrack: Elektronische Musik für ILLYA (12 октября 2016 года). Помимо них Lantis также выпускались сборники character song под названиями Prisma☆Musica и Prisma☆Love Parade, в записи которых приняли участие сэйю различных женских ролей сериала. Открывающие и закрывающие композиции сезонов сериала были исполнены певицами ChouCho, Минами Курибаяси, StylipS, Fhána и Юмэхой Кодой. К выпуску анимационного фильма ChouCho в 2017 году были записаны две тематические песни — «kaleidoscope» и «Usubeni no Tsuki», выпущенные ей в качестве синглов. Для OVA были написаны песни «Kaleido Festival» и «Afterschool route», которые исполнили сэйю главных героинь.
К началу телевизионного показа первого сезона была создана интернет-радиопостановка Fate/kaleid liner Iriya to Rin no Purizuma Naito!, чьё вещание стартовало 26 июня 2013 года и продолжалось до 5 февраля 2014 года. Всего было произведено 16 выпусков; ведущими постановки были сэйю Маи Кадоваки (Иллиясфиль фон Айнцберн) и Кана Уэда (Тосака Рин), а в качестве приглашённых гостей выступали другие актёры сериала. В дальнейшем вплоть до 2016 года к выходу каждого следующего сезона аниме был приурочен выпуск новой интернет-радиопостановки. Для Fate/kaleid liner Prisma Illya 2wei! ей стала Fate/kaleid liner Iriya to Kuro no Purizuma Naito! Tsuwai!, где место Уэды заняла исполнительница роли Куро — Тива Сайто (8 выпусков были осуществлены с 25 июня по 1 октября 2014 года). В следующий состав ведущих постановки — Fate/kaleid liner Iriya to Rin no Purizuma Naito! Tsuwai Herutsu! — вновь была возвращена Кана Уэда, заменившая Сайто (8 выпусков были осуществлены с 29 октября 2014 по 27 мая 2015 года). В Fate/kaleid liner Iriya to Miyu no Purizuma Naito! Tsuwai Herutsu! роль второй ведущей доверили на сей раз Каори Надзуке (Мию Эдельфельт), и было произведено 10 выпусков в период с 10 июня по 21 октября 2015 года. Записи каждой из постановок впоследствии были выпущены на CD-дисках.
| Песни в аниме-сериале Fate/kaleid liner Prisma Illya | Песни в аниме-сериале Fate/kaleid liner Prisma Illya | Песни в аниме-сериале Fate/kaleid liner Prisma Illya | Песни в аниме-сериале Fate/kaleid liner Prisma Illya | Песни в аниме-сериале Fate/kaleid liner Prisma Illya | Песни в аниме-сериале Fate/kaleid liner Prisma Illya | Песни в аниме-сериале Fate/kaleid liner Prisma Illya | Песни в аниме-сериале Fate/kaleid liner Prisma Illya | Песни в аниме-сериале Fate/kaleid liner Prisma Illya |
| Сезон                                                | Открывающая композиция                               | Открывающая композиция                               | Открывающая композиция                               | Открывающая композиция                               | Закрывающая композиция                               | Закрывающая композиция                               | Закрывающая композиция                               | Закрывающая композиция                               |
| Сезон                                                | Серии                                                | Название                                             | Исполнитель                                          | Прим.                                                | Серии                                                | Название                                             | Исполнитель                                          | Прим.                                                |
| ---------------------------------------------------- | ---------------------------------------------------- | ---------------------------------------------------- | ---------------------------------------------------- | ---------------------------------------------------- | ---------------------------------------------------- | ---------------------------------------------------- | ---------------------------------------------------- | ---------------------------------------------------- |
| Fate/kaleid liner Prisma Illya                       | 1—10, OVA                                            | starlog                                              | ChouCho                                              | [ 79 ]                                               | 1—8, 10                                              | Prism Sympathy                                       | StylipS                                              | [ 80 ]                                               |
| Fate/kaleid liner Prisma Illya                       | 1—10, OVA                                            | starlog                                              | ChouCho                                              | [ 79 ]                                               | 9                                                    | Tsunagu Kizuna Tsutsumu Kodoku                       | StylipS                                              | [ 81 ]                                               |
| Fate/kaleid liner Prisma Illya 2wei!                 | 2—10, OVA                                            | moving soul                                          | Минами Курибаяси                                     | [ 82 ]                                               | 1—10, OVA                                            | TWO BY TWO                                           | Юмэха Кода                                           | [ 74 ]                                               |
| Fate/kaleid liner Prisma Illya 2wei Herz!            | 1—9                                                  | Wonder Stella                                        | Fhána                                                | [ 83 ]                                               | 1—5                                                  | Happening☆Diary                                      | Юмэха Кода                                           | [ 83 ]                                               |
| Fate/kaleid liner Prisma Illya 2wei Herz!            | 1—9                                                  | Wonder Stella                                        | Fhána                                                | [ 83 ]                                               | 6—10                                                 | Wishing diary                                        | Юмэха Кода                                           | [ 83 ]                                               |
| Fate/kaleid liner Prisma Illya 3rei!!                | 1—11                                                 | Asterism                                             | ChouCho                                              | [ 84 ]                                               | 1—8, 10—12                                           | WHIMSICAL WAYWARD WISH                               | TECHNOBOYS PULCRAFT GREEN-FUND                       | [ 85 ]                                               |
| Fate/kaleid liner Prisma Illya 3rei!!                | 1—11                                                 | Asterism                                             | ChouCho                                              | [ 84 ]                                               | 9                                                    | cuddle                                               | ChouCho                                              | [ 86 ]                                               |

## Связанная продукция
В мае 2013 года было объявлено о ведущейся разработке аркадной игры для платформы Nintendo 3DS Prisma☆Illya, чьим планированием и производством занималась компания Kadokawa Shoten. Первоначально датой издания игры было назначено 26 сентября 2013 года, однако 29 августа того же года разработчик объявил об отсрочке выпуска для «улучшения качества продукции». После нескольких переносов игра появилась в продаже 31 июля 2014 года во время показа второго сезона аниме-сериала. Её игровой процесс был построен на сборе классовых карт, через систему боёв с различными противниками; сюжетная информация представлялась в виде озвученных диалогов между статичными спрайтами персонажей, выполненных по аналогии с ADV визуальными романами.
Также в 2013 году Kadokawa Shoten было выпущено двухтомное ранобэ Fate/kaleid liner Prisma Illya, написанное Хиро Ито по первой части манги.

## Критика

### Жанр и место в франшизеFate
Серия Fate/kaleid liner Prisma Illya получила сдержанную оценку критиков. Идея переосмысления вселенной Fate в махо-сёдзё, согласно рецензии Терона Мартина из Anime News Network, была выполнена по аналогии с OVA Magical Girl Pretty Sammy относительно франшизы Tenchi Muyo! и отражала характерный пример подобного межжанрового перехода в аниме-индустрии. По мнению обозревателей, характер фабулы и завязки сюжета произведения являлись типичными для представителей махо-сёдзё. Критик Blu-ray.com Джеффри Кауфман, однако, отмечал, что дальнейший отход от традиций жанра хоть и выполнен «недостаточно смело» в сравнении с Mahou Shoujo Madoka Magica, но в ряде эпизодов происходит высмеивание многочисленных клише махо-сёдзё. Дэн Барнетт из UK Anime Network также выделил, что каждый стереотип жанра был гротескно подчёркнут ради комедийного характера серии, тематически похожей на Cardcaptor Sakura.
Мнения критиков разделились в оценке важности принадлежности Fate/kaleid liner Prisma Illya к вселенной Fate для возможности самостоятельного восприятия произведения. Крис Беверидж из The Fandom Post выделил, что этот факт придаёт данной серии несколько большую реалистичность и серьёзность, чем то наблюдается в «классических» историях о девочках-волшебницах. Также, на его взгляд, несмотря на фривольность некоторых сюжетных деталей серии, она по-прежнему продолжает использовать в качестве собственного базиса ключевые положения франшизы. По этой причине, по мнению Бевериджа, в кульминационных сценах проявляются элементы драматического характера повествования, сравнимые даже с Fate/Zero, однако общая комедийная направленность произведения позволяет сдерживать баланс, что является, на взгляд критика, хорошим примером подачи подобного сюжета. Джеффри Кауфман и Дэн Барнетт, напротив, сочли сюжет серии далёким от основ вымышленной вселенной и, учитывая специфическую тематику махо-сёдзё, сделали вывод о возможном неприятии Fate/kaleid liner Prisma Illya некоторыми поклонниками основной франшизы Fate. Тем не менее, различные обозреватели были едины во мнении, что детали сюжета будут наиболее интересны именно фанатам Fate, несмотря на низкий порог вхождения для новичков. Крис Беверидж связал это с особым вниманием данного произведения к историям второстепенных персонажей Fate/stay night и Fate/Zero. Рецензент портала tanuki.pl и вовсе счёл обязательным знакомство с основными работами франшизы перед чтением или просмотром
Fate/kaleid liner Prisma Illya, так как, на его взгляд, в противном случае в восприятии аудитории терялись бы дополнительные грани, придающие серии уникальность.
Аналогичным образом взгляды критиков оказались полярными в оценке интереса к данному произведению поклонников махо-сёдзё. По мнению Терона Мартина, серия могла заинтересовать не столько аудиторию классических представителей жанра, ориентированных на «побеждающую всё и вся силу любви», сколько на людей, предпочитающих больший динамизм сюжета. На взгляд Джеффри Кауфмана и Криса Бевериджа, Fate/kaleid liner Prisma Illya могла стать интересной для незнакомого ранее с махо-сёздё зрителя, но Дэн Барнетт в своей рецензии указывал, что жанр имеет для этой цели и более интересных представителей. Обозреватель tanuki.pl отметил, что серия имеет много общих черт с Magical Girl Lyrical Nanoha в особенности в сфере преимущественной ориентации не на сёдзё, а на сэйнэн-аудиторию, что связано с намёками на лоликон, доходящими до демонстрации практически полностью обнажённых девочек. По мнению этого рецензента, местами подобные фансервисные вставки являются неуместными. Критики оценили в качестве достоинства серии тот факт, что подобных этти-элементов в произведении представлено относительно немного, и они не оказывают влияния на сюжет. Однако, рецензент The Fandom Post Марк Томас отметил, что, на его взгляд, Fate/kaleid liner Prisma Illya создана исключительно ради этого фансервиса.
Развитие сюжета в серии Fate/kaleid liner Prisma Illya 2wei! также, по ряду мнений, из-за ввода персонажа Куро привело к появлению отдельных элементов жанра юри (французских поцелуев), причём большинство обозревателей отмечали чрезмерность подобного гомоэротического контента. На взгляд  Криса Бевериджа и Брэндона Варнелла из The Fandom Post, такой тип фансервиса был выполнен создателями на грани разумного и «временами ужасал их родительские чувства», а «вопиющая фетишизация» отдельных элементов была такова, что, по мнению Варнелла, за такими сценами было наблюдать столь же неинтересно «словно этим занимались две собаки».

### Сюжет и персонажи

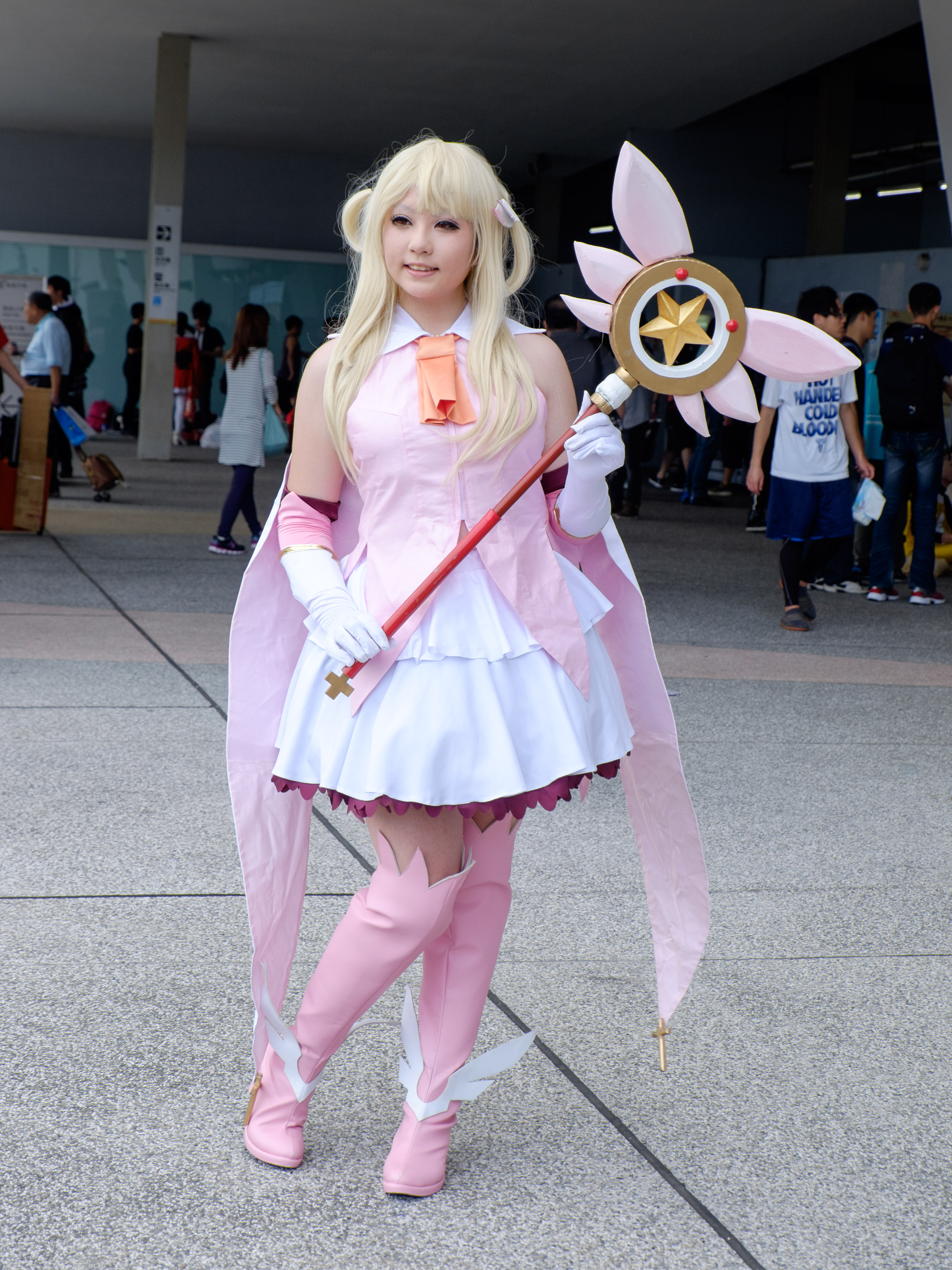
Косплей Иллиясфиль фон Айнцберн

Основная сюжетная линия произведения была признана критиками весьма поверхностной. На взгляд Марка Томаса, помимо общей простоты фабулы, она также не отличалась убедительностью. В дополнение к этому, обозреватель tanuki.pl указывал на слишком резкую перемену в характере повествования между юмористическими повседневными и достаточно суровыми сценами сражений. Другие рецензенты также отмечали, что несмотря на комедийную составляющую, сюжет при необходимости становится достаточно серьёзным, хоть и не ставит каких-то глубоких вопросов перед героями, как то наблюдалось в Fate/stay night и Fate/Zero. Сам юмор произведения был расценён Тероном Мартином и Марком Томасом как достаточно хороший, в особенности для знакомых со вселенной Fate.
Персонажи получили различную оценку рецензентов. Так Иллиясфиль фон Айнцберн была признана достаточно типичной главной героиней махо-сёздё, и, на взгляд Криса Бевериджа, не отличалась глубиной проработки характера. Единственным отличием Иллиясфиль, по мнению Джеффри Кауфмана, от устоявшегося в жанре шаблона являлась её принадлежность к культуре отаку. По роли в сюжете и созданному образу Мию Эдельфельт рецензент портала tanuki.pl сравнил её с Фейт Тестароссой из Magical Girl Lyrical Nanoha. По мнению Дэна Барнетта, положительным элементом повествования стал перевод Эмии Сиро в ранг второстепенного персонажа, что «улучшило сюжет в десять раз». Наиболее интересными героинями серии, с точки зрения этого критика, являлись Тосака Рин, Лувиагелита Эдельфельт и их магические жезлы Руби и Сапфир. По этой причине Барнетт высказал, что предпочёл бы видеть в качестве главных героинь именно Рин и Лувиагелиту, так как линия взаимоотношений Иллиясфиль и Мию не отличалась большой оригинальностью. Терон Мартин, напротив, в своей рецензии назвал действия магического жезла Руби «раздражающими». В целом, большинство обозревателей сочло персонажей Fate/kaleid liner Prisma Illya достаточно приятными и подходящими для комедии.
В отличие от первой части Fate/kaleid liner Prisma Illya 2wei!, по мнению критиков, отличалась слабым раскрытием побочных персонажей, преимущественно сделав акцент на линии взаимоотношений Иллиясфиль и Куро. Тем не менее, согласно рецензии tanuki.pl, данный аспект получился неинтригующим из-за относительно простых сюжетных ходов уровня сёнэн-произведений. Fate/kaleid liner Prisma Illya 3rei!!, напротив, обозначила переход серии к менее комедийному действию и максимально приблизилась, на взгляд обозревателей, к основным произведениям франшизы Fate, затронула ранее неохваченную предысторию Мию и предоставила серьёзных антагонистов, создавших сложный сюжетный конфликт. Образ Эмии Сиро из мира Мию в Fate/kaleid liner Prisma Illya 3rei!!, по мнению рецензентов, оказался более «человечным и взрослым» нежели его оригинал из Fate/stay night, добавив серии грустно-депрессивный оттенок.

### Аниме
Рецензенты положительно оценили качество анимации, созданной студией Silver Link. По мнению Терона Мартина, визуальная стилистика сериала сильно отличалась от предыдущей работы режиссёра Сина Онумы Tasogare Otome x Amnesia и больше напоминала ранние творения студии (например, Tayutama: Kiss on my Deity), что выражалось в менее объёмном изображении персонажей и снижении яркости палитры цветов. Крис Беверидж также обращал внимание на отсутствие фотореалистичных фоновых пейзажей и дальних планов, характерных для экранизаций франшизы Fate студии ufotable, однако не расценивал данный факт в качестве недостатка, принимая во внимание как комедийную направленность сериала, так и неплохое исполнение итогового результата. Дизайн персонажей хоть и был признан обозревателями «стандартным для жанра» и «непривычным на фоне работ ufotable», но был расценён подходящим махо-сёдзё и выполненным в хорошей цветовой гамме.
Наилучших оценок было удостоено исполнение боевых сцен сериала: различные рецензенты отмечали, что данные эпизоды выполнены с большей яркостью, резкостью изображения, качественным применением спецэффектов компьютерной графики и отличались высокой интенсивностью. На взгляд Терона Мартина и Джеффри Кауфмана, повседневные сцены, несмотря на свою более мягкую визуальную стилистику, также были нарисованы на качественном уровне. Большинство обозревателей в виде положительного аспекта выделяло высокую плавность мультипликации движения персонажей, достигнутую несмотря на изначально невысокий бюджет сериала в сравнении с работами студии ufotable. По мнению Терона Мартина, достоинством сериала являлась нехарактерная для жанра крайне ограниченная демонстрация сцен трансформации девочек-волшебниц. Рецензент tanuki.pl положительно выделял десятисерийный формат первого сезона, применённого вместо стандартных 12 серий, что позволило избежать появления филлеров. Этот аспект, на взгляд Дэна Барнетта, делал сериал действительно интересным, несмотря на то, что он «по-хорошему являлся дешёвым способом получения прибыли».
Музыкальное сопровождение сериала, напротив, получило более сдержанные отзывы критиков. Часть из них отмечало хорошее качество звука, а Крис Беверидж и вовсе высоко оценил получившееся сочетание диалогов, музыки и действия, привычное по другим экранизациям франшизы. Терон Мартин также отмечал хороший подбор композиций как под повседневные, так и под сцены сражений, несмотря на общую эклектичность аудиоряда, возникшую из-за использования элементов J-Rock для придания интенсивности некоторым эпизодам. На взгляд рецензента tanuki.pl, однако, периодически отмечались случаи доминирования музыки над изображением. Единодушно с положительной стороны было оценено использование полного состава сэйю из экранизаций Fate/stay night и Fate/Zero, что, на взгляд Терона Мартина, должно было вызывать у зрителя прямые ассоциации с основными работами франшизы и дополнять тем самым ощущения от просмотра сериала.
Худшим из всех сезонов аниме-адаптации критиками был признан Fate/kaleid liner Prisma Illya 2wei Herz! ввиду большого контраста между филлерами и сериями, основанными на оригинальном сюжете манги-первоисточника. В этой связи часть рецензентов дала обособленные оценки двум половинам сериала, охарактеризовав первую из них как «игнорирование сильных сторон серии» и «попытку оживить повседневные сцены агрессивным лесбийским фансервисом». По мнению Терона Мартина, от клейма «абсолютной бездарности» данный сезон спасли финальные четыре серии, посвящённые масштабному сражению в традициях вымышленной вселенной Fate.